# Svartskalle
Svartskalle är enligt Svenska Akademins ordlista en starkt nedsättande benämning på en mörkhyad eller mörkhårig  invandrare.
Första gången ordet svartskalle förekom i tryckt form var i ett Expressenreportage från 1966. I en dom från Högsta domstolen 1989 förklaras uttrycket som förolämpande och kränkande enligt Brottsbalken 5 kap 3 § 1 st, Om ärekränkning.